# Mandryl równikowy
Mandryl równikowy, dryl (Mandrillus leucophaeus) – gatunek ssaka naczelnego z podrodziny koczkodanów (Cercopithecinae) w obrębie rodziny koczkodanowatych (Cercopithecidae), blisko spokrewniony z mandrylem barwnolicym (M. sphinx), od którego różni się głównie jednolitym ubarwieniem twarzy. Jest zagrożony wyginięciem.

## Zasięg występowania
Mandryl równikowy występuje w zależności od podgatunku:
- M. leucophaeus leucophaeus – mandryl równikowy – obszar rzeki Cross w południowo-wschodniej Nigerii, na wschód od rzeki Sanaga i jej dopływu rzeki Mbam w zachodnim Kamerunie; w głębi lądu od wybrzeża, od północy zasięg ograniczony przez pochodną granicę sawanny.
- M. leucophaeus poensis – mandryl wyspowy – południowo-zachodni kraniec wyspy Bioko, w pobliżu Gwinei Równikowej.

## Taksonomia
Gatunek zgodnie z zasadami nazewnictwa binominalnego opisał w 1807 roku francuski zoolog Frédéric Cuvier, nadając mu nazwę Simia leucophaea; opis ukazał się łamach czasopisma „Annales du Muséum National d’histoire naturelle”. Miejsce typowe to Afryka. W 1970 roku ICZN, aby uniknąć zamieszania nomenklatorycznego, uchyliła wcześniejsze nazwy – Simia papio sylvicola, Simia papio variegata, Simia papio cinerea, Simia papio livea Roberta Kerra z 1792 roku – co do zasady pierwszeństwa, ale nie co do zasady homonimii, natomiast w 1984 roku ICZN uznała za nieważną nazwę Simia sylvestris Johanna Linka z 1795 roku i Simia silvestris Johanna von Schrebera z 1797 roku. Holotyp to zamontowana skóra (w znaturalizowanej pozycji) i zamontowany szkielet dorosłego samca (sygnatura MNHN-ZM-2005-987) ze zbiorów Muzeum Historii Naturalnej w Paryżu. Podgatunek poensis formalnie opisał w 1922 roku niemiecki zoolog Ludwig Zukowsky jako odrębny gatunek i nadając mu nazwę Mandrillus poensis. Miejsce typowe to wyspa Bioko. Na materiał typowy składało się kilka okazów zebranych przez Güntera Tessmanna 25 maja 1921 roku i przechowywanych w Zoologisches Museum, Centrum für Naturkunde w Hamburgu: trzy czaszki z żuchwą dorosłych osobników (sygnatury ZMUH 40539, 40540, 40541) oraz skóra (sygnatura ZMUH 40559).
Populacja z Bioko oddzieliła się od populacji kontynentalnej około 10 000 lat temu, kiedy wyspa była jeszcze połączona z lądem.
Autorzy Illustrated Checklist of the Mammals of the World rozpoznają dwa podgatunki.

### Etymologia
- Mandrillus (Mandril): fr. mandrill „mandryl”, hiszp. mandril „mandryl”, od ang. mandrill „pawian”, od man „człowiek”; drill „wiertło”[20].
- leucophaeus: gr. λευκοφαιος leukophaios „biało-szary, koloru popiołu”[21].
- poensis: Fernando Póo lub Fernando Pó, dawna nazwa wyspy Bioko[22].

## Morfologia
Długość ciała (bez ogona) samic 45,5–50 cm, samców 72–83 cm, długość ogona samic 5–9,4 cm, samców 8,6–12,5 cm; masa ciała samic 6,5–12 kg, samców 14,5–27 kg. Występuje wyraźny dymorfizm płciowy, dorosłe samce są ponad dwukrotnie cięższe od dorosłych samic. Pysk jest kościsty, ma niepokryty futrem front, jest to bardzo wyraźnie zaznaczona kość tworząca nos oraz kości policzkowe. Twarz ma kolor czarny, który silnie kontrastuje w z szarobiałą sierścią jej otoczenia, w tym brody u samców. Owo jednolite ubarwienie twarzy odróżnia go od Mandrillus sphinx. Ubarwienie ciała jest niejednolite, od czerni i szarości, do brązu, miejscami białe lub oliwkowe. Modzele pośladkowe koloru liliowego, czerwono obrzeżone.

## Ekologia
Mandrillus leucophaeus jest gatunkiem pół naziemnym. Żyją one w grupach około dwudziestu osobników, które okresowo mogą się ze sobą łączyć w zespoły do dwustu osobników. Stadom przewodzą starsze samce. Sezon urodzeń trwa od grudnia do kwietnia. Długość ciąży nie była badana, ale jest uznawana za podobną do długości ciąży u Mandrillus sphinx, czyli między 176 dni. Matki opiekują się potomstwem i zapewniają mu ochronę. Czasem pomagają w tym samce. Okresowo występuje obrzmienie okolicy sromu, krocza, czasem odbytu. Jest ono największe w okresie owulacji. Samice zachęcają w ten sposób samców i dają znak gotowości seksualnej.
Mandryl ten odżywia się zarówno owocami, ziołami, korzeniami, jajami, owadami, jak i okazjonalnie małymi ssakami.